# توماس بينيدا
توماس بينيدا (بالإسبانية: Tomás Pineda)‏ (21 يناير 1946 في السلفادور - ) هو لاعب كرة قدم سلفادوري في مركز حراسة المرمى، شارك في كأس العالم 1970. وشارك مع منتخب السلفادور لكرة القدم. أما مع النوادي، فقد لعب مع نادي أليانزا ‏ ونادي جامعة  السلفادور ‏ ونادي لويس أنخيل فيربو.

## وصلات خارجية
- توماس بينيدا على موقع الاتحاد الدولي (مؤرشف)  (الإنجليزية)
- توماس بينيدا على موقع قاعدة بيانات كرة القدم.إي يو (الإنجليزية)
- توماس بينيدا على موقع Soccerway.com (الإنجليزية)
- توماس بينيدا على موقع عالم كرة القدم.نت (الإنجليزية)